# پسر بابل
پسر بابل (عربی: ابن بابل) یک فیلم به کارگردانی محمد الدرادجی است که در سال ۲۰۱۰ منتشر شد. این فیلم در هشتاد و سومین دوره جوایز اسکار برای کسب جایزه
جایزه اسکار بهترین فیلم خارجی‌زبان نماینده از عراق بود.